# Synolcus argentius
Synolcus argentius là một loài ruồi trong họ Asilidae. Synolcus argentius được Londt miêu tả năm 1990. Loài này phân bố ở vùng nhiệt đới châu Phi.